# A Dangerous Meeting
A Dangerous Meeting è una raccolta dei Mercyful Fate e della band King Diamond pubblicata da Roadrunner Records nel 1992.

Il disco è uno split album che include le migliori canzoni di entrambi i gruppi musicali del frontman danese King Diamond. Le prime sette tracce provengono dalle pubblicazioni dei Mercyful Fate, le restanti da quelle dei King Diamond.

## Tracce
1. Doomed by the Living Dead – 5:08 (King Diamond, Hank Shermann)
2. A Corpse Without Soul – 6:56 (King Diamond)
3. Evil – 4:45 (King Diamond, Hank Shermann)
4. Curse of the Pharaohs – 3:58 (King Diamond, Hank Shermann)
5. A Dangerous Meeting – 5:11 (King Diamond, Hank Shermann)
6. Gypsy – 3:08 (King Diamond, Michael Denner)
7. Come to the Sabbath – 5:18 (King Diamond)
8. The Candle – 6:42 (King Diamond)
9. Charon – 4:17 (King Diamond, Michael Denner)
10. Halloween – 4:14 (King Diamond, Michael Denner)
11. No Presents for Christmas – 4:21 (King Diamond, Michael Denner)
12. Arrival – 5:28 (King Diamond)
13. Abigail – 4:51 (King Diamond)
14. Welcome Home – 4:37 (King Diamond)
15. Sleepless Nights – 5:04 (King Diamond, Andy LaRocque)
16. Eye of the Witch – 3:49 (King Diamond)

note: 

## Formazione
- King Diamond – voce
- Hank Shermann – chitarra (tracce 1-7)
- Andy LaRocque – chitarra (tracce 8-16)
- Michael Denner – chitarra (tracce 1-13)
- Pete Blakk – chitarra (tracce 14-16)
- Timi Hansen – basso (tracce 1-13)
- Hal Patino – basso (tracce 14-16)
- Kim Ruzz – batteria (tracce 1-7)
- Mikkey Dee – batteria (tracce 8-15)
- Snowy Shaw – batteria (tracce 16)